# Lophocampa subfasciata
Lophocampa subfasciata är en fjärilsart som beskrevs av Rothschild 1910. Lophocampa subfasciata ingår i släktet Lophocampa och familjen björnspinnare. Inga underarter finns listade i Catalogue of Life.